# Csizmás kandúr (film, 1999)
A Csizmás kandúr (eredeti cím: Puss in Boots) 1999-ben bemutatott amerikai 2D-s számítógépes animációs film, amely a Grimm fivérek meséje alapján készült. Az animációs játékfilm írója és rendezője Phil Nibbelink. A mozifilm a Phil Nibbelink Productions gyártásában készült, a Plaza Entertainment forgalmazásában jelent meg.
Amerikában 1999. január 1-jén mutatták be a mozikban. Magyarországon két szinkronos változat is készült belőle, amelyből az elsőt 2000-ben adták ki VHS-en, a másodikat a 2007. május 6-án Duna TV-n vetítették le a televízióban.

## Szereplők
| Szereplő       | Eredeti hang     | Magyar hang                      | Magyar hang                        |
| Szereplő       | Eredeti hang     | 1. magyar változat (Mirax, 2000) | 2. magyar változat (Duna TV, 2007) |
| -------------- | ---------------- | -------------------------------- | ---------------------------------- |
| Csizmás kandúr | Michael York     | Kassai Károly                    | Bardóczy Attila                    |
| Gunther        | Judge Reinhold   | Czvetkó Sándor                   | Vincze Gábor Péter                 |
| Hercegnő       | Vivian Schilling | Ősi Ildikó                       | Pelsőczy Réka                      |
| Király         | Dan Haggerty     | Versényi László                  | Mikó István                        |
| Tiszteletes    | Dan Haggerty     | Uri István                       | Albert Péter                       |
| Ogre/Óriás     | Kevin Dorsey     | Gesztesi Károly                  | Vass Gábor                         |
| Zak            | Charles Bernuth  | Gerő Gábor                       | Rosta Sándor                       |
| Zeek           | Patrick Pinney   | Minárovits Péter                 | Melis Gábor                        |
| Kocsis         | Patrick Pinney   | Orosz István                     | Gruber Hugó                        |
| Varga          | Patrick Pinney   | Lázár Sándor                     | Pethes Csaba                       |

## Televíziós megjelenések
Új magyar szinkronnal az alábbi televíziókban vetítették le:
- Duna TV